# Wilhelm Malerius
Wilhelm-Karl Malerius (* 27. September 1945 in Brunsbüttelkoog; † 21. Februar 2025) war ein deutscher Politiker (SPD).

## Leben
Malerius war Kapitän auf großer Fahrt, Diplom-Ingenieur mit der Fachrichtung Schiffbau, 1972 auf Seefahrt und seit 1978 Betriebsleiter.
1983 wurde Malerius Mitglied der SPD. Er wurde 1986 Abgeordneter im Dithmarscher Kreistag. Er gehörte verschiedenen Ausschüssen an, war von 1988 bis 1998 Ortsvereinsvorsitzender in Brunsbüttel, Vertreter des Kreistages im Nationalpark-Kuratorium und von 2000 bis 2005 Mitglied des Landtages von Schleswig-Holstein. In letzteren wurde er direkt im Landtagswahlkreis Dithmarschen-Süd gewählt.